# Hopewell (Alabama)
Hopewell é uma comunidade não-incorporada situada no Condado de Jefferson, Alabama, Estados Unidos. Atualmente a comunidade está situada dentro dos limites incorporados da cidade de Bessemer. O histórico Cemitério Sadler, que está nas proximidades de Hopewell, contém os túmulos de muitos dos pioneiros do oeste do condado de Jefferson, Hopewell está situado a uma altitude média de 161 m.